# 加西郵便局
加西郵便局（かさいゆうびんきょく）は兵庫県加西市にある郵便局。民営化前の分類では集配普通郵便局であった。

## 概要
住所：〒675-2399 兵庫県加西市北条町横尾150-5

## 沿革
- 1872年（明治5年）旧7月 - 北条（ほうじょう）郵便取扱所として開設[1]。
- 1875年（明治8年）1月1日 - 北条郵便局（五等）となる。
- 1881年（明治14年） - 貯金取扱を開始。
- 1882年（明治15年） - 為替取扱を開始。
- 1893年（明治26年）1月21日 - 北条郵便電信局となる。
- 1903年（明治36年）4月1日 - 通信官署官制の施行に伴い北条郵便局となる。
- 1967年（昭和42年）11月26日 - 電話交換、和文電報配達、欧文電報受付・配達、国際電報受付・配達の各業務を、播磨北条電報電話局に移管[2]。
- 1968年（昭和43年）8月1日 - 特定郵便局から普通郵便局に局種別改定するとともに、加西郵便局に改称。
- 1999年（平成11年） - 外国通貨の両替および旅行小切手の売買に関する業務取扱を開始。
- 2007年（平成19年）3月12日 - 中野郵便局（〒675-21xx）、下里郵便局（〒675-22xx）、在田（ありた）郵便局（〒675-24xx）、富合郵便局（〒679-01xx）からそれぞれの集配業務と八千代郵便局（〒677-0199）、中町（なかちょう）郵便局（〒679-1199）、松井庄郵便局（〒679-1299）、杉原谷郵便局（〒679-1399）の集荷業務を移管[3]。
- 2007年（平成19年）10月1日 - 民営化に伴い、併設された郵便事業加西支店に一部業務を移管。
- 2012年（平成24年）10月1日 - 日本郵便株式会社発足に伴い、郵便事業加西支店を加西郵便局に統合。

## 取扱内容
- 郵便、印紙、ゆうパック、内容証明
- 貯金、為替、振替、振込、国際送金、国債、投資信託
- 生命保険、バイク自賠責保険、自動車保険
- 地方公共団体事務（兵庫県住宅再建共済基金利用申込取次事務）
- ゆうちょ銀行ATM
- 「675-21xx」「675-22xx」「675-23xx」「675-24xx」「679-01xx」区域（加西市全域）の集配業務
- 「677-01xx」「679-11xx」「679-12xx」「679-13xx」区域（多可郡多可町全域）の集荷業務
- ゆうゆう窓口

## 周辺
- アスティア加西（加西市立図書館、ねひめホール）
- イオンモール加西北条
- 丸山総合公園

## アクセス
- 北条鉄道北条線 北条町駅から北東へ約700m（徒歩約9分）
- 神姫バス 横尾停留所下車
- 中国自動車道 加西ICから西へ約3.5km
- 駐車場あり：25台